# BYU Cougars

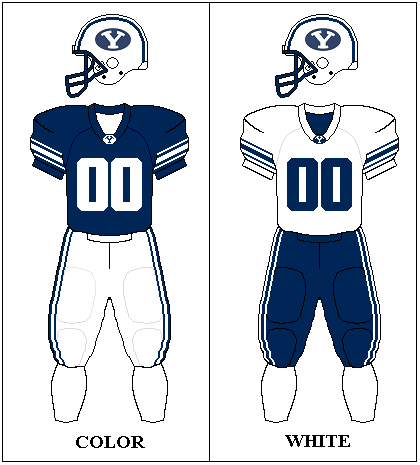
Uniformes del equipo de fútbol americano.

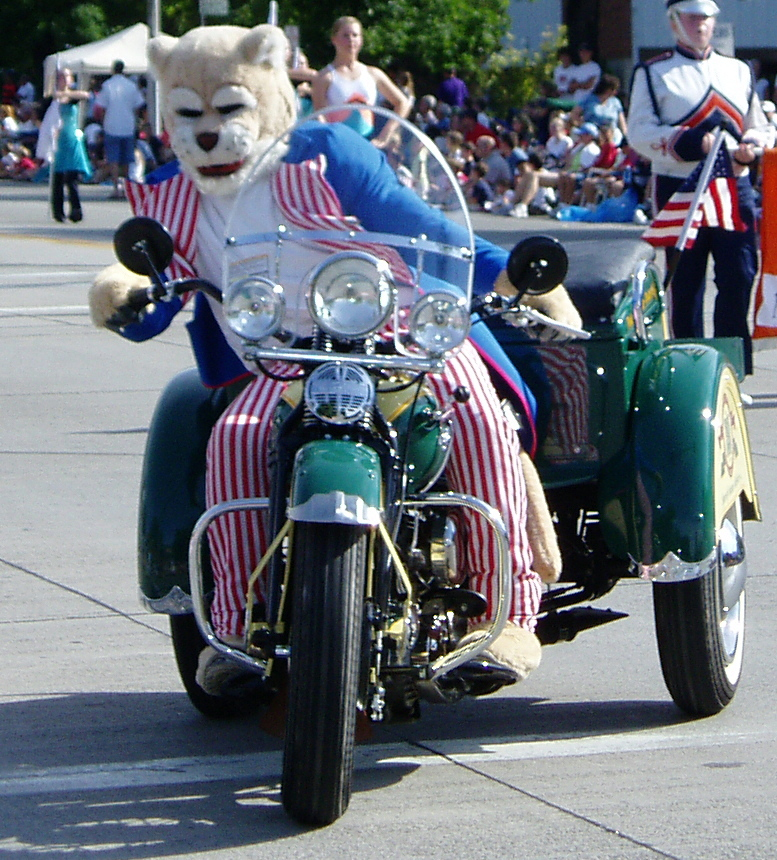
Cosmo el Puma, mascota del equipo.

BYU Cougars (español: Pumas de Brigham Young) es el nombre de los equipos deportivos de la Universidad Brigham Young, situada en Provo, en el estado de Utah. Los equipos de los Cougars participan en las competiciones universitarias organizadas por la NCAA, excepto en fútbol masculino, equipo que compite en una liga no-universitaria, la Premier Development League. En la NCAA forman parte de la Big 12 Conference, excepto en gimnasia, que es parte de la Mountain Rim Gymnastics Conference, y en natación, atletismo y voleibol masculino, que pertenecen a la Mountain Pacific Sports Federation. 

## Fútbol americano
El equipo de los Cougars de fútbol americano se creó en el año 1922. Se proclamó campeón de la NCAA en 1984, y además, ha conseguido 22 títulos de Conferencia, participando en 25 bowls, ganando 8, entre ellas el Cotton Bowl en 1996.

## Baloncesto

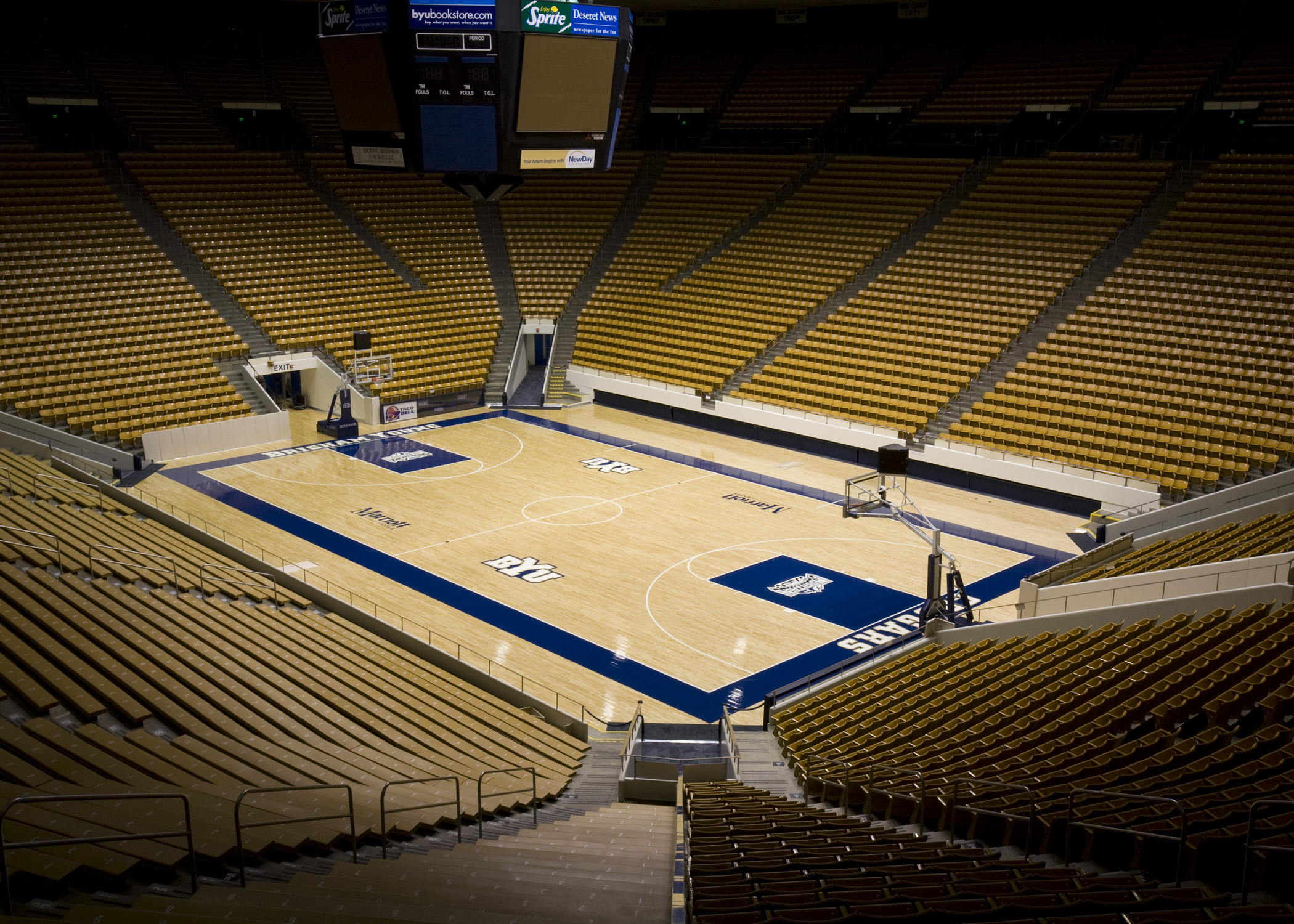
Marriott Center.

El equipo de baloncesto masculino fue fundado en 1909, y desde entonces ha ganado 26 títulos de Conferencia, apareciendo en la fase final de la NCAA en 22 ocasiones, la última en 2007. De sus filas han salido jugadores como Danny Ainge, Greg Kite, Shawn Bradley, Steve Trumbo, Michael Smith, Jimmer Fredette o el brasileño Rafael Araújo, que jugó por última vez con los Utah Jazz de la NBA. Un total de 19 jugadores de la universidad mormona han dado el paso a la liga profesional en toda la historia.

## Fútbol femenino
El equipo de fútbol femenino es un equipo oficial (varsity) de BYU, pero el equipo masculino nunca lo ha sido. El equipo femenino también era un equipo de club de estudiantes que competía en la Western National Collegiate Club soccer Association (NCCSA), hasta 1995, cuando pasó a ser un equipo oficial (varsity) de la universidad y se integró en la NCAA. Desde entonces han ganado 8 campeonatos de conferencia y han participado en la fase final de postemporada de la NCAA en 15 ocasiones.

## Fútbol masculino
El equipo masculino fue creado en 1980 como club de estudiantes y han sido campeones nacionales de clubes universitarios (National Intramural and Recreational Sports Association) en 8 ocasiones (1993, 1995, 1996, 1997, 1998, 1999, y 2001). En 2003 decidieron abandonar la liga universitaria de clubes, pasando a ser la primera universidad de los Estados Unidos que compite con un equipo de fútbol en una de las competiciones organizadas por la US Soccer, la Premier Development League.

## Otros deportes
- Lacrosse. Actualmente, el equipo está en el Top-5 a nivel nacional, habiendo ganado el título de la NCAA en 2 ocasiones.
- Cross. 4 veces campeones de la NCAA, la última de ellas en 2002.
- Voleibol. Campeones en 3 ocasiones.